# Museo de Bellas Artes de San Francisco

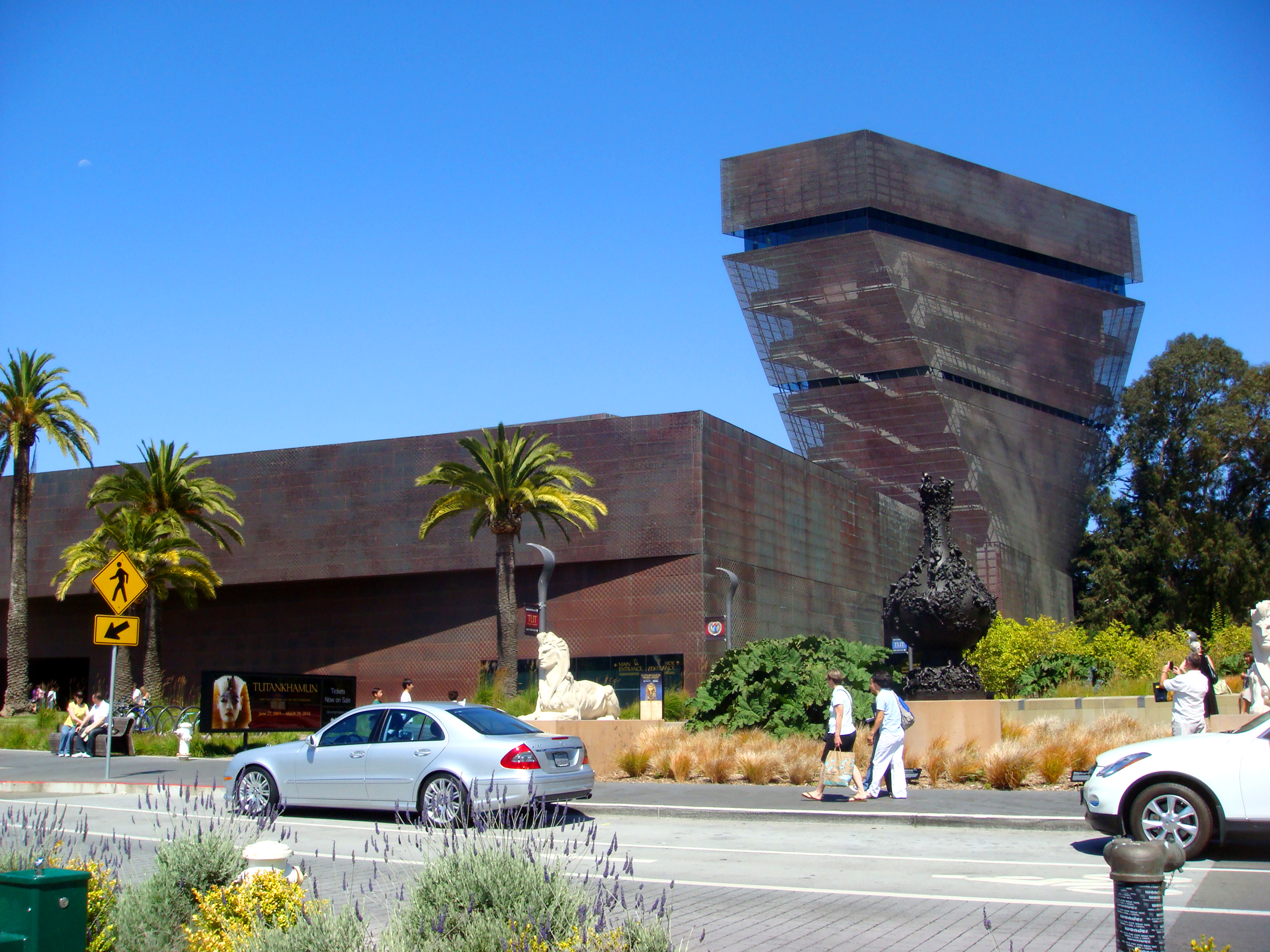
El M. H. de Young Memorial Museum, parte del Museo de Bellas Artes de San Francisco.

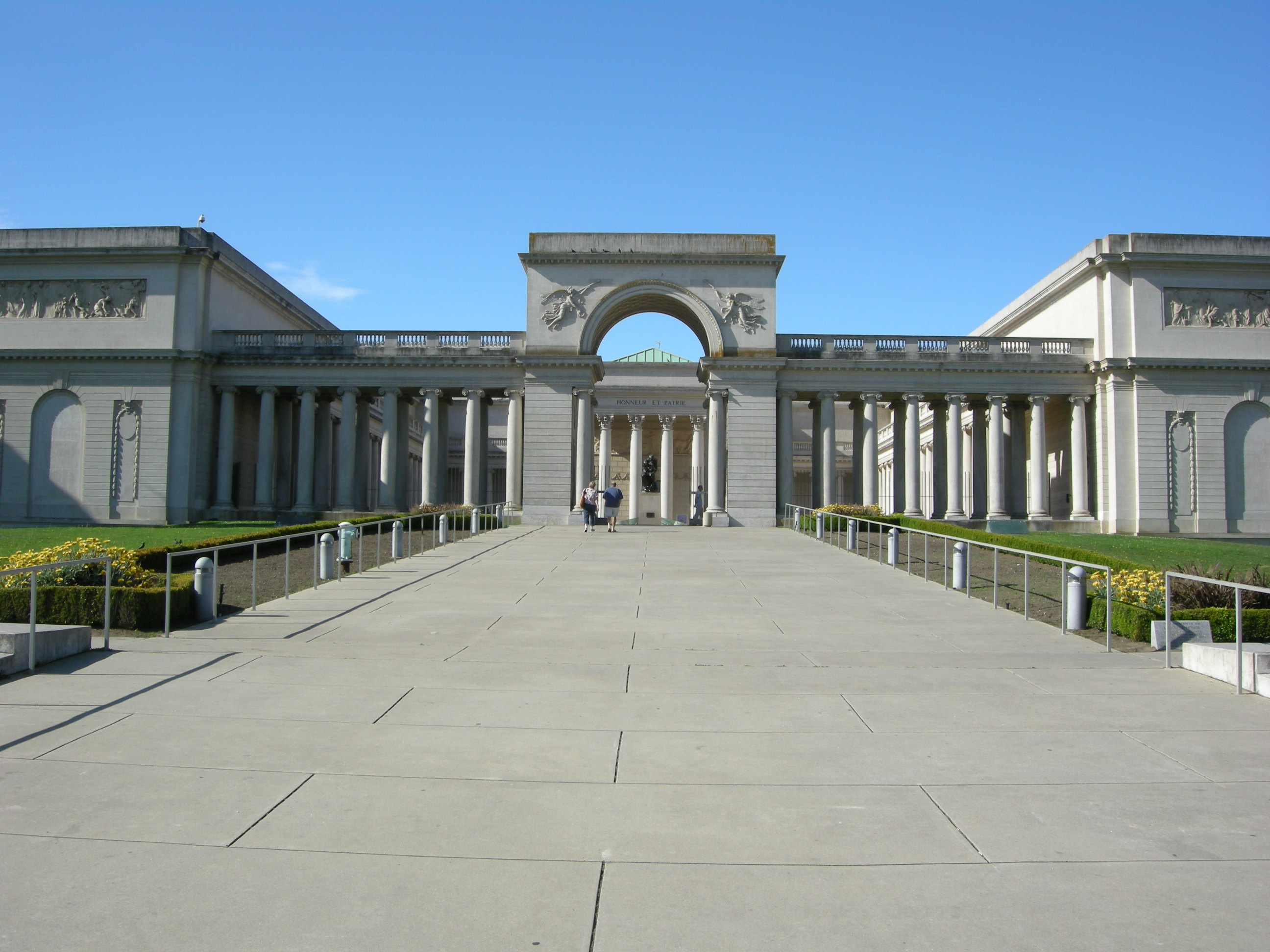
El Museo Legion of Honor, también parte del Museo de Bellas Artes de San Francisco.

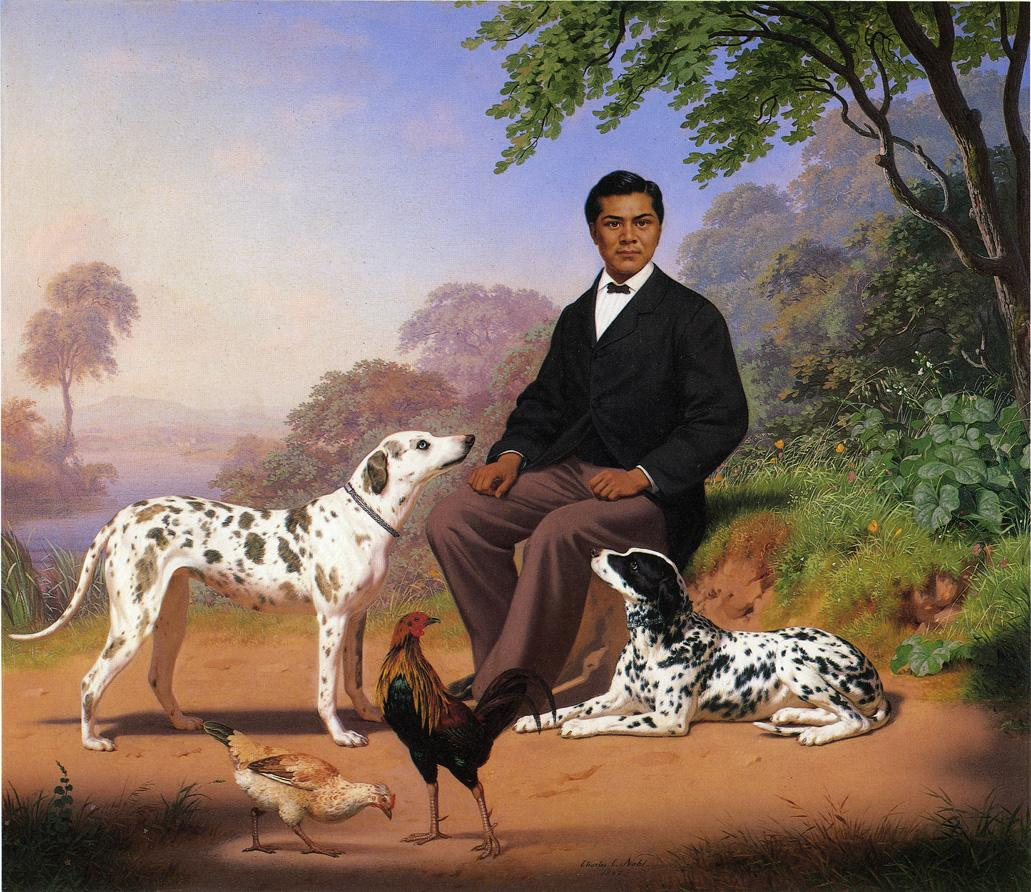
Sacramento Indian with Dogs, 1867, obra de Charles Nahl ubicada en el Museo de Bellas Artes de San Francisco.

El Museo de Bellas Artes de San Francisco (del inglés: Fine Arts Museums of San Francisco), que comprende el M. H. de Young Memorial Museum, en Golden Gate Park, y el Museo Legion of Honor en Lincoln Park, es la institución más grande de arte público en la ciudad de San Francisco y uno de los más grandes museos de arte en California.